# Бранці
Бранці (італ. Branzi) — муніципалітет в Італії, у регіоні Ломбардія, провінція Бергамо.
Бранці розташоване на відстані близько 510 км на північний захід від Рима, 75 км на північний схід від Мілана, 35 км на північ від Бергамо.
Населення — 721 особа (2014).
Щорічний фестиваль відбувається 25 серпня. Покровитель — святий Варфоломій.

## Демографія
Населення за роками:

Станом на 1 січня 2023 року в муніципалітеті офіційно проживало 11 іноземців з 4 країн, серед них 4 громадяни країн Євросоюзу та 1 громадянин України.

## Сусідні муніципалітети
- Ардезіо
- Карона
- Ізола-ді-Фондра
- П'яццаторре
- Ронкобелло
- Вальгольйо
- Валлеве